# کچون-کازمالیار
کچون-کازمالیار (به لاتین: Kchun-Kazmalyar) یک منطقهٔ مسکونی در روسیه است که در شهرستان محرم‌کند واقع شده‌است.